# Zeemanov pojav
Zeemanov pojav je fizikalni pojav, ki se kaže v razcepitvi spektralnih črt ob prisotnosti statičnega zunanjega magnetnega polja. Podoben je Starkov pojav, ki pa se pojavlja ob prisotnosti zunanjega električnega polja.
Kadar se pojav opazuje na absorbcijskih spektralnih črtah, se pojav imenuje obratni Zeemenov pojav.
Pojav se imenuje po nizozemskem fiziku Pietru Zeemanu (1865–1943), ki ga je prvi opazil.

## Razcepitev spektralnih črt

### Šibko magnetno polje (običajni ali normalni Zeemanov pojav)
Elektron se lahko obravnava kot električni tok ({\displaystyle I={\frac {\mathrm {d} Q}{\mathrm {d} t}}\,} kar se lahko zapiše {\displaystyle I={\frac {Q}{t}}} z {\displaystyle Q=-e\,} in {\displaystyle v={\frac {2\pi r}{t}}})
in se dobi:
{\displaystyle I=-e\cdot {\frac {v}{2\pi r}}\!\,.}
Ta tok povzroča magnetni moment:
{\displaystyle {\vec {\mu _{l}}}=I\cdot {\vec {S}}=-ev{\frac {r}{2}}\cdot {\hat {n}}\!\,.}
kjer je:
- {\displaystyle {\vec {S}}\,} vektor površine
- {\displaystyle {\hat {n}}\,} na površino pravokoten enotski vektor

Za magnetni moment elektrona se dobi:
{\displaystyle {\vec {\mu _{\mathrm {l} }}}=-{\frac {e}{2m_{\mathrm {e} }}}\,{\vec {l}}\!\,.}
Kar se dobi iz izraza za vrtilno količino:
{\displaystyle {\vec {\mu _{\mathrm {l} }}}=-{\frac {e}{2m_{\mathrm {e} }}}\,{\vec {l}}\!\,.}
Potencialna energija elektrona v magnetnem polju je {\displaystyle E_{\mathrm {pot} }=-{\vec {\mu _{\mathrm {l} }}}\cdot {\vec {B}}},
oziroma:
{\displaystyle E_{\mathrm {pot} }={\frac {e}{2m_{\mathrm {e} }}}{\vec {l}}\cdot {\vec {B}}\!\,,}
kjer je:
- {\displaystyle {\vec {B}}\,} vektor gostote magnetnega polja
- {\displaystyle m_{e}\,} masa elektrona

Ta vrednost predstavlja energijski razcep zaradi zunanjega magnetnega polja.
Če se predpostavi, da ima magnetno polje smer osi-z in se vzame za vrtilno količino vrednost, ki je kvantizirana (magnetno kvantno število) {\displaystyle l_{z}=m\hbar }, kjer je {\displaystyle m\,} celo število), potem se dobi:
{\displaystyle E_{\mathrm {pot} }={\frac {e\hbar }{2m_{\mathrm {e} }}}m\,B=m\,\mu _{\mathrm {B} }B\!\,,}
kjer je:
- {\displaystyle m\,} magnetno kvantno število
- {\displaystyle \mu _{B}\,} Bohrov magneton
- {\displaystyle B\,} gostota magnetnega polja
- {\displaystyle \hbar \,} reducirana Planckova konstanta
- {\displaystyle m_{e}\,} masa elektrona

Energijski nivoji se razcepijo na {\displaystyle 2l+1\,} vrednosti, ki odgovarjajo magnetnim kvantnim številom {\displaystyle m=-l,\ldots ,0,\ldots ,l\,}.
Pri normalnem Zeemanovem pojavu se ne upošteva spina elektrona. Polarizacija posameznih črt je različna za opazovanje vzdolž magnetnega polja in za opazovanje pravokotno na magnetno polje.

## Anormalni Zeemanov pojav
Običajni Zeemenov pojav kaže razcep na tri enako oddaljene spektralne črte (tripleti). Pri neobičajnem (nenormalnem) Zeemanovem pojavu pa se opaža cepitev na štiri, šest ali celo več črt. Ta pojav se imenuje anormalni Zeemanov pojav.
Izraz anormalni ima zgodovinski izvor. V času, ko so ga odkrili, še niso poznali spina, in so ga zaradi tega imenovali anormalni.
Anormalni Zeemanov pojav nastane takrat, ko je skupni spin vseh elektronov različen od 0. Pri anormalnem Zeemanovem pojavu je torej potrebno upoštevati tudi spin oziroma spinsko tirno sklopitev. Magnetna momenta sta v tem primeru: 
Magnetni moment zaradi tirne vrtilne količine je enak:
{\displaystyle {\vec {\mu }}_{\mathrm {L} }=-{\frac {\mu _{\mathrm {B} }}{\hbar }}\,{\vec {L}}\!\,.}
Magnetni moment zaradi spinske vrtilne količine pa je:
{\displaystyle {\vec {\mu }}_{\mathrm {S} }=-g_{\mathrm {s} }{\frac {\mu _{\mathrm {B} }}{\hbar }}\,{\vec {S}}\!\,.}
{\displaystyle {\vec {\mu }}_{\mathrm {J} }={\vec {\mu }}_{\mathrm {S} }+{\vec {\mu }}_{\mathrm {L} }=-{\frac {\mu _{\mathrm {B} }}{\hbar }}\left(g_{\mathrm {s} }{\vec {S}}+{\vec {L}}\right)\!\,,}
kjer je:
- {\displaystyle g_{\mathrm {s} }\approx 2}

Magnetni moment {\displaystyle {\vec {\mu }}_{J}\,} in vrtilna količina {\displaystyle {\vec {J}}={\vec {L}}+{\vec {S}}\,} nista več vzporedna.
Vrtilna količina in magnetni moment precesirata okrog osi z.
Iz kvantnomehanske teorije motenj sledi, da je energijska razlika dveh sososednjih energijskih novojev enaka:
{\displaystyle \Delta E_{\mathrm {B} }=m_{J}\mu _{\mathrm {B} }g_{\mathrm {J} }B\!\,,}
kjer je:
- {\displaystyle g_{J}=1+{\frac {J(J+1)+S(S+1)-L(L+1)}{2J(J+1)}}.}
- {\displaystyle m_{j}\,} magnetno kvantno število
- {\displaystyle J\,} skupna vrtilna količina
- {\displaystyle g_{j}\,} Landéjev množitelj g za skupno vrtilno količino

### Razcepitev vodikovih črt v magnetnem polju
Lymanov prehod alfa brez magnetnega polja omogoča dva prehoda:
{\displaystyle 2P_{1/2}\to 1S_{1/2}\!\,}
{\displaystyle 2P_{3/2}\to 1S_{1/2}\!\,}
Če se snov nahaja v zunanjem magnetnem polju, je teh prehodov veliko več, ker se energijska stanja razcepijo. Stanje {\displaystyle 1P_{1/2}\,} se razcepi na 2 nivoja in stanje {\displaystyle 2P_{1/2}\,} na 4 nivoje z {\displaystyle m_{j}=3/2,1/2,-1/2,-3/2\,}.
Landéjev množitelj g je enak:
{\displaystyle g_{J}=2\,} za stanje {\displaystyle 1S_{1/2}\,}  ( za {\displaystyle j=1/2,l=0\!\,})
{\displaystyle g_{J}=2/3\,} za stanje {\displaystyle 2P_{1/2}\,}  ( za {\displaystyle j=1/2,l=1\!\,})
{\displaystyle g_{J}=4/3\,} za stanje {\displaystyle 2P_{3/2}\,}  ( za {\displaystyle j=3/2,l=1\!\,.})

### Močno magnetno polje
V izredno močnem magnetnem polju se pojavi dodatna cepitev spektralnih črt. Dodatna cepitev je posledica porušitve sklopljenosti spinske in tirne vrtilne količine. Vpliv spinske vrtilne količine postane zanemarljiv. Obe vrtilni količini postaneta močneje povezani s smerjo zunanjega magnetnega polja. V šibkem magnetnem polju vektorja spinske in tirne vrtilne količine kažeta precesijo, ki ni povezana z zunanjim magnetnim poljem.

### Kvadratni Zeemanov pojav
V izredno močnih zunanjih magnetnih poljih se pojavi vpliv druge potence na razcepitev energijskih nivojev. Magnetni moment postane odvisen od kvadrata magnetnega polja:
{\displaystyle \Delta E\propto B^{2}\!\,.}

## Uporaba
V astrofiziki je prvi opazil Zeemanov pojav ameriški astronom in strokovnjak za astronomijo Sonca George Ellery Hale (1868–1938) v področjih Sončevih peg. Prvi je opravil meritve Zeemanovega pojava na zvezdi ameriški astronom Horace Welcome Babcock (1912–2003) v letu 1947. Sedaj se s pomočjo Zeemenovega pojava spremljajo magnetna polja na Soncu s pomočjo satelita SOHO (Solar and Heliospheric Observatory). Za opazovanja magnetnih polja na zvezdah se uporablja zvezdni spektropolarimeter ESPaDOns, ki se nahaja v Franciji, ter Kanadsko francosko havajski teleskop in NARVAL. Zeemanov pojav se uporablja tudi v elektronski spinski resonanci, jedrski spinski resonanci, Mössbauerjavi spektroskopiji ter na mnogih drugih področjih.